# Saint-Georges-en-Couzan
 Saint-Georges-en-Couzan  es una población y comuna francesa, situada en la región de Ródano-Alpes, departamento de Loira, en el distrito de Montbrison. Es el chef-lieu del cantón de Saint-Georges-en-Couzan.

## Demografía
| 682 | 631 | 591 | 579 | 539 | 460 |
| Para los censos de 1962 a 1999 la población legal corresponde a la población sin duplicidades (Fuente: INSEE [Consultar]) |     |     |     |     |     |